# Vitalia Reformhaus
Vitalia Reformhaus ist eine deutsche Reformhaus-Kette.

## Geschichte
Die Vitalia Reformhauskette wurde 1968 von Bernd Büttner (1943–2020) gegründet.
Neben Produkten klassischer Reformhäuser liegt bei Vitalia ein Schwerpunkt auf kontrollierter biologischer Produktion. Das Sortiment umfasst Artikel des täglichen Konsums, bspw. Vollkornbrot, Lebensmittel auf Pflanzenbasis, glutenfreie Lebensmittel, Fleischersatz, alkoholfreie Getränke, Heilkräuter, Naturheilmittel, Stärkungsmittel, Öle für die Körperpflege und Naturkosmetik.
Im Oktober 2009 musste das Unternehmen einen Insolvenzantrag stellen. Seit Anfang 2010 werden die Vitalia-Geschäfte in Deutschland von der Vita Sinn GmbH (heute Vitalia GmbH) betrieben.
Mit rund 80 Vitalia-Filialen betreibt die Vitalia GmbH die meisten Reformhaus-Filialen in Deutschland.